# Telstar in het seizoen 1971/72
Het seizoen 1971/1972 was het negende jaar in het bestaan van de Velsense betaaldvoetbalclub Telstar. De club kwam uit in de Eredivisie en eindigde daarin op de 11e plaats. Tevens deed de club mee aan het toernooi om de KNVB Beker, hierin werd in de eerste ronde verloren van Wageningen (0–1).

## Wedstrijdstatistieken

### Eredivisie
|       | FC Den Bosch '67 | Ajax  | DWS   | Excelsior | Feyenoord | Go Ahead | FC Groningen | FC Den Haag-ADO | MVV   | NAC   | N.E.C. | PSV   | Sparta | FC Twente '65 | FC Utrecht | Vitesse | Volendam |
| ----- | ---------------- | ----- | ----- | --------- | --------- | -------- | ------------ | --------------- | ----- | ----- | ------ | ----- | ------ | ------------- | ---------- | ------- | -------- |
| Thuis | 1 – 2            | 1 – 0 | 1 – 1 | 1 – 1     | 1 – 3     | 1 – 1    | 0 – 0        | 1 – 2           | 1 – 0 | 2 – 2 | 2 – 2  | 2 – 1 | 1 – 2  | 0 – 2         | 0 – 2      | 2 – 0   | 3 – 0    |
| Uit   | 5 – 2            | 1 – 0 | 0 – 1 | 0 – 1     | 2 – 0     | 5 – 0    | 1 – 1        | 2 – 2           | 1 – 2 | 1 – 1 | 2 – 1  | 3 – 0 | 4 – 1  | 1 – 0         | 1 – 1      | 1 – 1   | 1 – 5    |

### KNVB Beker
| 1e ronde                                   | Telstar | 0 – 1 (0 – 1) | Wageningen    |
| 9 januari 1972 Plaats: Velsen Schoonenberg |         |               | 44' Ger Meurs |

## Statistieken Telstar 1971/1972

### Eindstand Telstar in de Nederlandse Eredivisie 1971 / 1972
| Stand | Gespeeld | Gewonnen | Gelijk | Verloren | Punten | Doelpunten voor | Doelpunten tegen |
| ----- | -------- | -------- | ------ | -------- | ------ | --------------- | ---------------- |
| 11e   | 34       | 9        | 11     | 14       | 29     | 39              | 52               |

### Topscorers
| #                 | Naam            | Goal |
| ----------------- | --------------- | ---- |
| 1.                | Monne de Wit    | 6    |
| 2.                | Ronald Manders  | 4    |
| 3.                | Klaas Bijl      | 3    |
| 3.                | Dick Bond       | 3    |
| 3.                | Paul van Egmond | 3    |
| 3.                | Frans van Essen | 3    |
| 3.                | Jos Jonker      | 3    |
| 3.                | Co Stout        | 3    |
| 9.                | Fred André      | 2    |
| 9.                | Hans Driessen   | 2    |
| 9.                | Tonny Fens      | 2    |
| 9.                | Cees van Kooten | 2    |
| 13.               | Milan Stanić    | 1    |
| 13.               | Cees de Vries   | 1    |
| Onbekend doelpunt |                 |      |
| –                 | Onbekend        | 1    |
| Totaal            | Totaal          | 39   |

| #      | Naam        | Goal |
| ------ | ----------- | ---- |
| –      | Geen speler | 0    |
| Totaal | Totaal      | 0    |

## Voetnoten
Ajax ·
FC Den Bosch '67 ·
DWS ·
Excelsior ·
Feyenoord ·
Go Ahead Eagles ·
FC Groningen ·
FC Den Haag-ADO ·
MVV ·
NAC ·
N.E.C. ·
PSV ·
Sparta ·
Telstar ·
FC Twente '65 ·
FC Utrecht ·
Vitesse ·
Volendam